# Голечек, Йозеф
Йозеф Голечек (чеш. Josef Holeček; 25 января 1921, Ржичани — 10 февраля 2005, Прага) — чехословацкий гребец-каноист, выступал за сборную Чехословакии в конце 1940-х — начале 1950-х годов. Чемпион летних Олимпийских игр в Лондоне и Хельсинки, чемпион мира, победитель многих регат национального и международного значения.

## Биография
Йозеф Голечек родился 25 января 1921 года в городе Ржичани Среднечешского края. Активно заниматься греблей начал в возрасте пятнадцати лет, проходил подготовку в Лоуни на реке Огрже, тренировался на самодельном каноэ без какого-либо наставника. Уже в конце 1930-х годов показывал довольно неплохие результаты, однако из-за разразившейся Второй мировой войны вынужден был прервать спортивную карьеру.
Первого серьёзного успеха на взрослом международном уровне добился вскоре по окончании войны в 1948 году, когда попал в основной состав чехословацкой национальной сборной и благодаря череде удачных выступлений удостоился права защищать честь страны на летних Олимпийских играх в Лондоне. Уверенно одержал победу в зачёте одиночных каноэ на дистанции 1000 метров, обогнав ближайшего преследователя более чем на десять секунд, и завоевал тем самым золотую олимпийскую медаль.
Став олимпийским чемпионом, Голечек остался в основном составе гребной команды Чехословакии и продолжил принимать участие в крупнейших международных регатах. Так, в 1950 году он побывал на чемпионате мира в Копенгагене, откуда привёз награды золотого и серебряного достоинства, выигранные в одиночках на километре и десяти километрах — на десятикилометровой дистанции уступил только представителю Франции 
Роберу Бутиньи.
Будучи одним из лидеров чехословацкой национальной сборной, Йозеф Голечек благополучно прошёл отбор на Олимпийские игры 1952 года в Хельсинки — в одиночках на тысяче метрах с первого места квалифицировался на предварительном этапе и в финале вновь с внушительным преимуществом обогнал всех своих соперников (ближайший преследователь венгр Янош Парти финишировал с отставанием более семи секунд) и снова получил титул олимпийского чемпиона. Вскоре по окончании хельсинкской Олимпиады Голечек принял решение завершить спортивную карьеру ради продолжения карьеры в сфере международной торговли.
Умер 10 февраля 2005 года в Праге в возрасте 84 лет.